# Maison prébendale

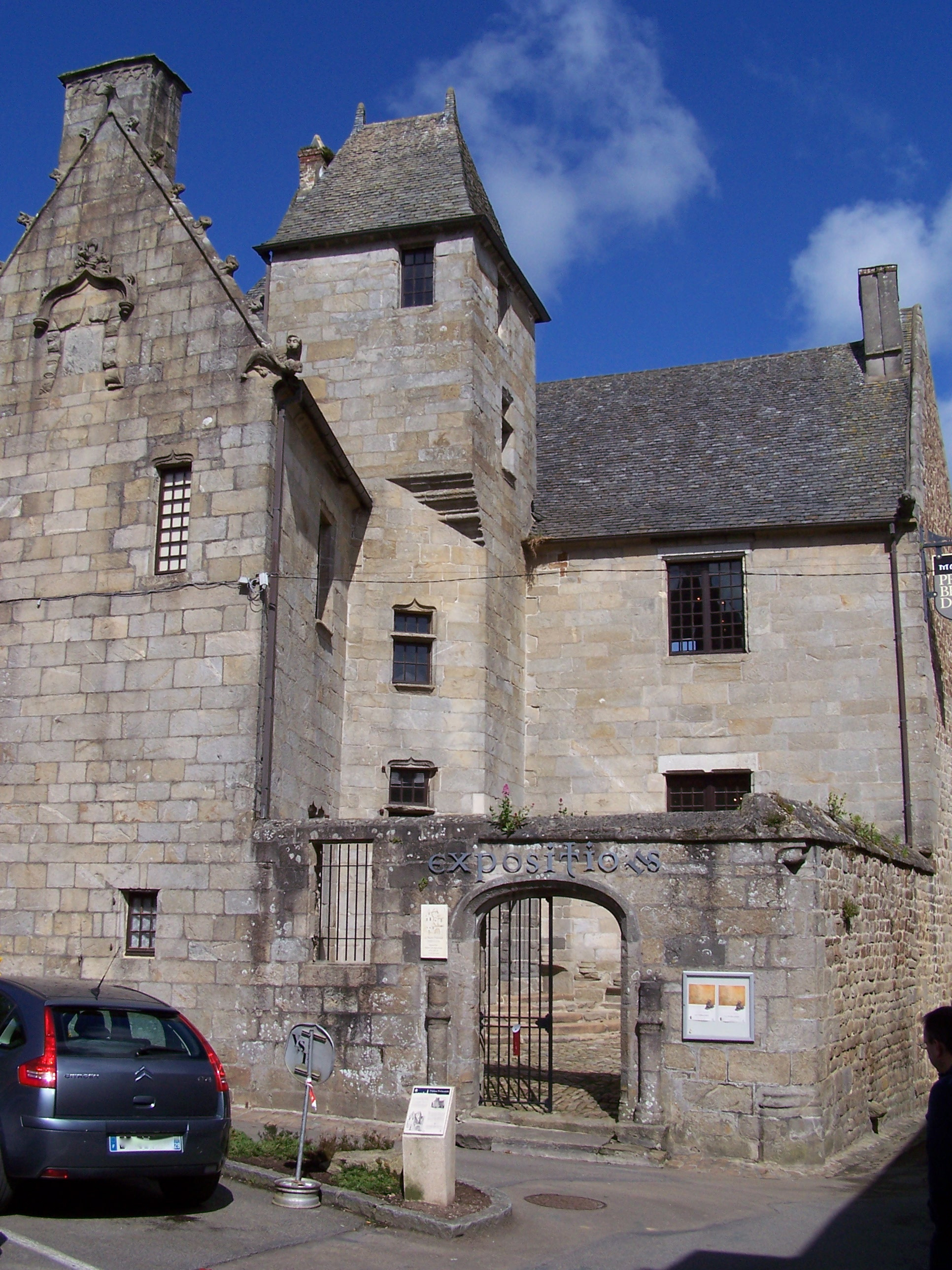
Maison prébendale de Saint-Pol-de-Léon datant de la Renaissance.

Une maison prébendale est la demeure d'un chanoine prébendé c’est-à-dire d'un dignitaire de l'église qui a le privilège de pouvoir lever l'impôt ecclésiastique ou prébende. 